# Carbonville
Carbonville è un census-designated place (CDP) degli Stati Uniti d'America, situato nello Stato dello Utah, nella contea di Carbon. Secondo il censimento del 2020 gli abitanti di Carbonville ammontavano a 1 383.